# 丝柱柳
丝柱柳（学名：Salix himalayensis var. filistyla）为杨柳科柳属下的一个变种。